# Polipforma
A zoológiában a polip a csalánozók két előfordulási formájának egyike (a másik a medúza).
A polipok nagyjából hengeres formájúak, hosszanti irányban elnyúltak. Az aborális végük a magányos életmódot folytató példányok esetében tapadókoronggal az aljzathoz rögzült, a kolónia tagjaként élő polipok esetében közvetlenül vagy közvetetten más polipokhoz kapcsolódik. Az orális végen található a szájnyílás, amit csápok vesznek körül.

## Osztályok
A virágállatok (Anthozoa) osztályában, amibe a tengeri anemonák és korallok tartoznak, az egyedek mindig polipformában fordulnak elő. A hidraállatok (Hydrozoa) osztályának egyedei polip- vagy medúzaformában is előfordulhatnak, a legtöbb faj életciklusában mindkét forma elő is fordul. A kehelyállatoknál (Scyphozoa) a medúzaforma a domináns, egyes családokban előfordul a polip állapot, másokban nem. A planula lárvával rendelkező kehelyállatoknál a lárva átalakul polippá (scyphistoma), ami addig növekszik, míg tányérszerű medúzák fürtjeit fejleszti ki, amik leszakadnak róla és elúsznak. Az ivartalan szaporodásnak ezt a formáját bimbózásnak (strobiláció) nevezik. A bimbózás után a polip vagy elpusztul, vagy regenerálja magát, hogy később megismételje a folyamatot.